# Messire Thadée

Messire Thadée ou Messire Thaddée est un célèbre poème polonais d'Adam Mickiewicz, publié à Paris, en 1834.

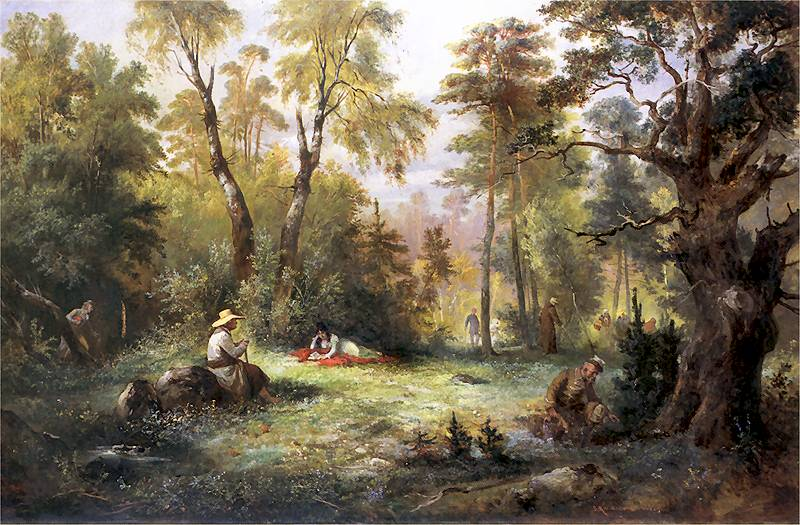
Une scène de Pan Tadeusz par Franciszek Kostrzewski (vers 1860)

Pan Tadeusz czyli ostatni zajazd na Litwie (Pan Tadeusz ou la dernière excursion en Lituanie) est considérée comme son œuvre la plus importante et la plus connue. Messire Thaddée a été écrit et publié à Paris en 1833-34, lors de l'exil d'Adam Mickiewicz en France. Ce long poème est écrit en vers impairs de 13 syllabes. L'œuvre se compose de 12 grands chapitres. Elle est inspirée des traditions du roman historique, de l’épopée et du poème descriptif.

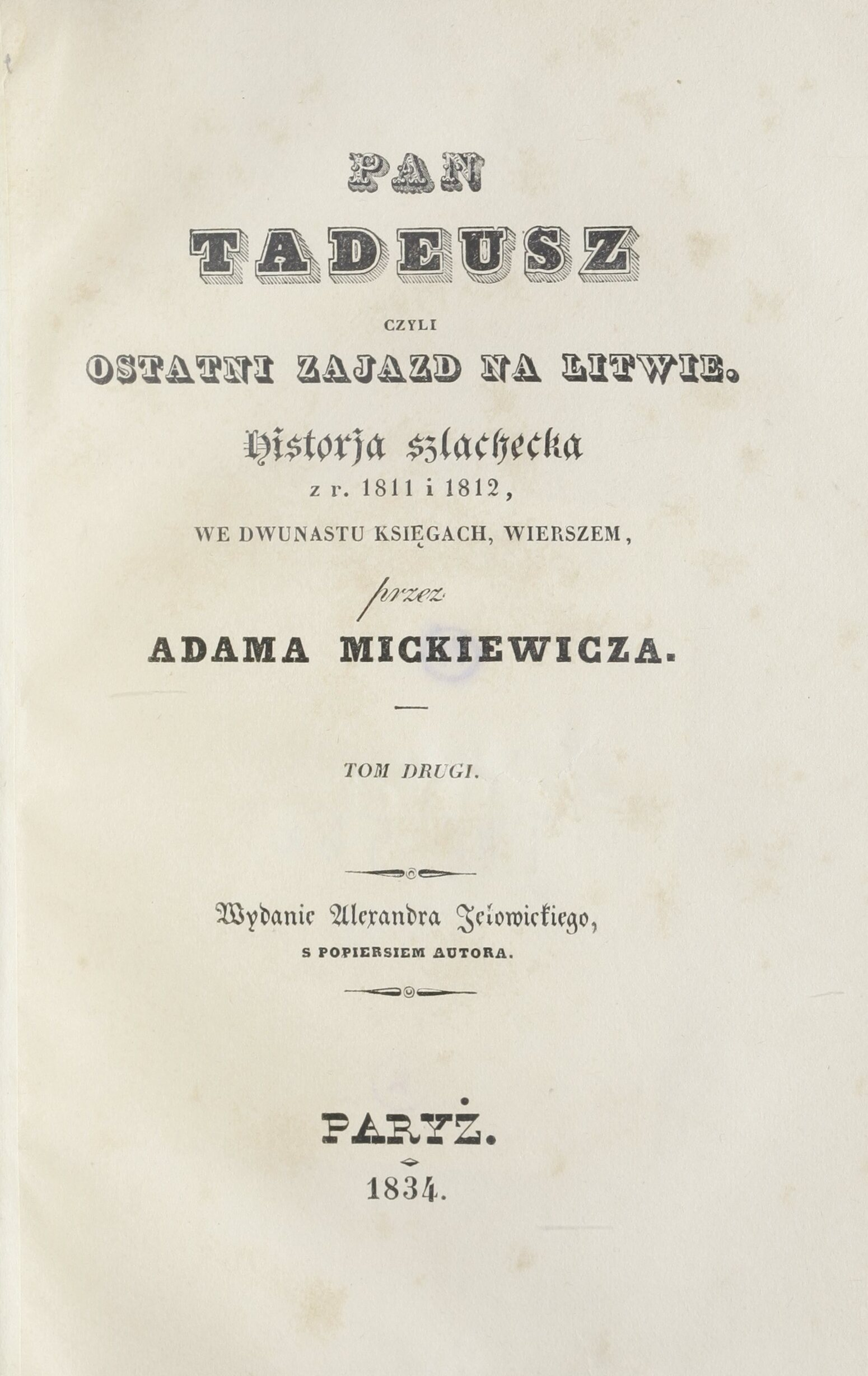

Elle retrace le quotidien d'une famille noble après l’arrivée de l’armée de Napoléon, durant cinq jours en 1811, et deux jours en 1812.  Le poème monte un portrait de la société de la république des Deux Nations, c’est-à-dire l’union formée par le royaume de Pologne et le grand-duché de Lituanie pendant plusieurs siècles.
Messire Thaddée est une œuvre cardinale pour la culture et littérature polonaise. En Pologne, tous les enfants apprennent par cœur un extrait de "Pan Tadeusz" appelé « l’Invocation ».
Dès le XIXe siècle, le poème a fait l’objet de traductions en de nombreuses langues, dont deux en français. La traduction du polonais vers le lituanien date de 1964, on a réussi à y conserver l’alexandrin polonais originel de 13 syllabes.

## Traduction en français
- Traduction en prose de Christien Ostrowski publiée en 1859.
- Traduction en alexandrins par Charles de Noire-Isle (d) publiée en 1877.
- Pan Tadeusz [Thadée Soplitza ou la Lithuanie en 1812]. Traduction en vers par Venceslas Gasztowtt, d'abord publiée dans le Bulletin polonais. Paris, Imprimerie Adolphe Reiff, [1899][1].
- Pan Tadeusz [Messire Thaddée]. Traduction, introduction et notes par Paul Cazin. Paris, Garnier, [1936].
- Pan Tadeusz [Messire Thaddée]. Traduction (recommandée[Par qui ?]) par Roger Legras (pl), Éditions L'Âge d'Homme. [1992] En alexandrins souples, rigoureusement concordants avec l'original, et de surcroît d'une grande beauté de langue[réf. nécessaire].
- Pan Tadeusz ou La dernière expédition judiciaire en Lituanie. Scènes de la vie nobiliaire des années 1811 et 1812 en douze chants, traduit par Robert Bourgeois (d) [en alexandrins rimés], préface de Czesław Miłosz, Noir sur Blanc/La Librairie Polonaise, 1999.
- Messire Thaddée [Pan Tadeusz], traduit et annoté par Richard Wojnarowski (d), Editions BoD, Paris, 2020, 380 pages  (ISBN 9782322252756)

.

## Adaptations
Pan Tadeusz a été décliné au théâtre, à la télévision et au cinéma :
- Pan Tadeusz, film de Ryszard Ordyński tourné en 1928.
- Mieczysław Kotlarczyk, en 1945, l’avait créé sous forme de tableaux vivants, à Cracovie.
- Adam Hanuszkiewicz avait préparé une série télévisée dans les années 1970-1971.
- Pan Tadeusz - Quand Napoléon traversait le Niémen, film de Andrzej Wajda réalisé en 1999.